# Планебрух
Планебрух (нем. Planebruch) — община в Германии, в земле Бранденбург.
Входит в состав района Потсдам-Миттельмарк. Подчиняется управлению Брюк.  Население составляет 1119 человек (на 31 декабря 2010 года). Занимает площадь 47,56 км².
Коммуна подразделяется на 3 сельских округа.
| Год  | Население |
| ---- | --------- |
| 2005 | 1166      |
| 2010 | 1119      |